# Mullagori
Mullagori és una tribu de la província de la Frontera del Nord-oest del Pakistan, al nord del Pas de Khyber i al sud del territori dels Mohmand dels quals, igual que les tribus Safi i Shilmani, són dependents. El seu territori té al nord el riu Kabul, a l'est el país Shilmani, al sud les terres afridis, Kuki Khel, i a l'est el districte de Peshawar.
Estan dividits en tres clans:
- Ahmad Khel
- Ismail
- Dawlat Khel

Els afridis i els Mohmand no els consideraven verdaders paixtus. Del 1879 al 1898 van estar enfrontats als afridis Zakka Khel. El 1902 el govern britànic va construir una carretera de Shagay a Landi Kotal com a va variant de la ruta del Khyber i el 1904, pel bon comportament de la tribu durant la construcció de la carretera, van rebre un subsidi anual de cinc mil rupies. Mai es van revoltar contra els britànics.